# Fanum tax
Fanum tax este un termen de argou folosit pe internet care descrie furtul de mâncare între prieteni. Creat inițial de streamer⁠(d)-ul american Fanum, termenul a devenit un meme pe internet, în special folosit și popularizat de Generația Alpha.

## Etimologie

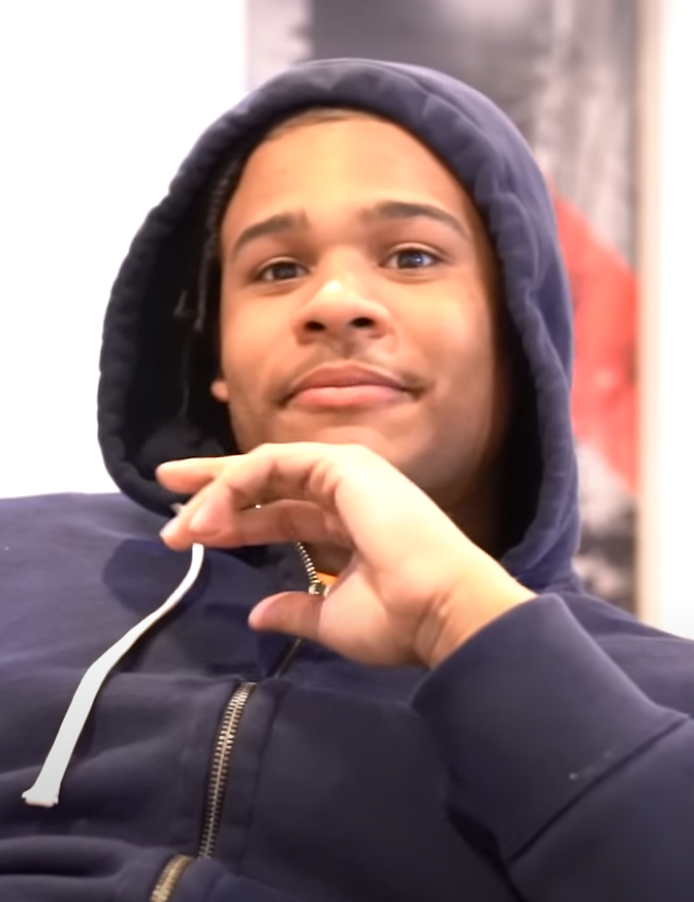
Fanum, care a inventat sintagma Fanum tax

Prima utilizare a frazei Fanum tax s-a referit exclusiv la streamerul Fanum, care a „taxat” în glumă gustările luând bucăți de mâncare de la colegii creatori de conținut⁠(d) în timpul stream-urilor pe platforma de difuzare Twitch. Într-un interviu pentru Wired, Fanum a definit termenul ca:
„Să presupunem că prietenul tău ia masa, el are o mâncare bună și tu vrei doar o bucată din acea mâncare. Cum ar fi, știi ce spun? Ai nevoie de o gustare. Asta e partea prietenului tău și a prietenului, nu? Ia-ți o bucată mică din mâncare. Este Fanum tax. Doar ia-o înainte și lasă-mă să iau un pic de 5%, 10% din mâncare, poate 20%.”—Fanum, 
Termenul a circulat în rândul colectivului al canalului AMP al YouTube la sfârșitul anului 2022 și a fost popularizat în special în timpul fluxurilor Twitch ale lui Fanum cu cunoscutul YouTuber american Kai Cenat, unde Fanum ia din fursecurile lui Cenat.
Pe 2 octombrie 2023, un cont TikTok sub numele de utilizator @ovp.9 a postat un scurt videoclip cu un personaj din jocul video online Fortnite „cântând” o parodie muzicală a piesei „extacy” din 2021 a artistului Suicidal-Idol. Parodia, intitulată fie „Sticking Out Your Gyat for the Rizzler” fie „You’re so skibidi, you’re so fanum tax”, prezintă mai mulți termeni de cultură a internetului, inclusiv gyat, Skibidi Toilet, rizz și Sigma male. Cântecul a fost folosit în multe videoclipuri de pe TikTok, inspirând crearea în masă a videoclipurilor cu jocuri inspirate de Minecraft pe site.
Melodia a fost folosită în peste 195.000 de videoclipuri și a strâns peste 321 de milioane de vizualizări pe TikTok.

## Recepție
Potrivit Business Insider, mulți membri ai Generației Z susțin că „nu cunoșteau deloc meme-ul”. The New York Times s-a referit la termen ca „limbajul Gen Alpha”.